# لارند بی. آسپری
لارن (لری) براون آسپری (به انگلیسی: Larned (Larry) Brown Asprey) (۱۹ مارس ۱۹۱۹–۶ مارس ۲۰۰۵) یک شیمی‌دان آمریکایی بود که به‌دلیل فعالیت‌هایش د در زمینه اکتینیدها، لانتانیدها، عنصرهای خاکی کمیاب، شیمی فلوئور و همچنین به‌خاطر مشارکت‌هایش در شیمی هسته‌ای در پروژه منهتن و بعداً در آزمایشگاه ملی لوس آلاموس شناخته می‌شود.